# بول فولك
بول فولك (بالألمانية: Paul Falk)‏ متزلج زوجي ألماني. ولد في دورتموند، ألمانيا، نال مرتين لقب بطل العالم والبطل الأولمبي سنة 1952.[بحاجة لمصدر]

## روابط خارجية
- بول فولك على موقع أوليمبيديا (الإنجليزية)